# College Football USA 96
College Football USA 96 est un jeu vidéo de football américain sorti en 1996 sur Mega Drive. Le jeu a été développé par High Score Productions et édité par EA Sports.